# Vogel Soma
Vogel Soma (Budapest, 1997. július 7. –) olimpiai bronzérmes, világ-, és Európa-bajnok magyar válogatott vízilabdázó, kapus poszton. Édesapja Vogel Zsolt vízilabdázó.

## Eredményei[2]

### Válogatottal
- Olimpia
  - Bronz 2021 (2020)
- Világbajnokság
  - aranyérmes (2023)[3]
- Európa-bajnokság
  - Arany: 2020
  - Ezüst: 2022
- Világkupa
  - Arany 2018
- Európa-Kupa
  - Arany 2019[4]
- Ifjúsági-világbajnokság
  - Arany: 2014
- Junior-világbajnokság
  - Bronz: 2015

### Klubcsapatokkal
- Magyar bajnokság
  - Arany: 2018, 2019, 2022, 2023, 2024, 2025
  - Bronz: 2021
- Magyar kupa
  - Arany: 2018, 2019, 2020, 2021, 2022, 2024
- Magyar szuperkupa:
  - Arany: 2018
- LEN-bajnokok ligája
  - Arany: 2019, 2024, 2025
  - Ezüst: 2021
  - Bronz: 2022
- LEN-Euro-kupa
  - Arany: 2017, 2018
- LEN-szuperkupa
  - Arany: 2018,[5] 2019,[6] 2024[7]
  - Ezüst: 2017

## Díjak
- Magyar Arany Érdemkereszt (2021)[8]
- Az év magyar vízilabdázója: 2024[9]